# Sigrid von Richthofen
Pour les articles homonymes, voir von Richthofen.
Sigrid von Richthofen, née Sigrid Blanca Ingeborg Johanson le 2 juin 1898 à Dresde (royaume de Saxe) et morte le 23 septembre 1977 à Hambourg (Allemagne de l'Ouest), est une actrice allemande.

## Biographie
Sigrid Johanson se marie en 1928 au comte Manfred von Richthofen-Seichau (1903-1945).  
L'un des moments forts de sa carrière d'actrice a été son rôle dans Juliette des esprits (Giulietta degli spiriti, 1965) de Fellini. En 1977, Rosa von Praunheim a réalisé un film semi-biographique sur l'actrice, intitulé Gräfin von Richthofen.

## Filmographie

### Au cinéma
- 1956 : Zwischen Zeit und Ewigkeit (de)
- 1959 : Peter Voss – der Held des Tages (de)
- 1961 : Der grüne Bogenschütze (de)
- 1961 : Le Miracle du père Malachias (Das Wunder des Malachias) de Bernhard Wicki
- 1961 : Der Fälscher von London
- 1962 : Das Rätsel der roten Orchidee
- 1964 : Polizeirevier Davidswache (de)
- 1965 : Juliette des esprits (Giulietta degli spiriti)
- 1965 : St. Pauli Herbertstraße (de)
- 1971 : Rosy und der Herr aus Bonn (de)
- 1971 : Sonne, Sylt und kesse Krabben (de)
- 1972 : Cabaret
- 1976 : Halt die Luft an alter Gauner – Der Stockfisch und das Stinktier

## Littérature
- Chronik der Familie von Richthofen, in: Deutsches Adelsverzeichnis, 97. Auflage, Rosenheim und München, 2009.
- Peter W. Jansen ; Wolfram Schütte (Hrsg.), Rosa von Praunheim, in: Reihe Film, Band 30, München ; Wien, 1984.